# Comuni più elevati delle regioni italiane
La presente pagina indica, per ogni regione italiana, i comuni in ordine di altitudine in metri sopra il livello del mare.

## Lista secondo l'altezza della casa comunale

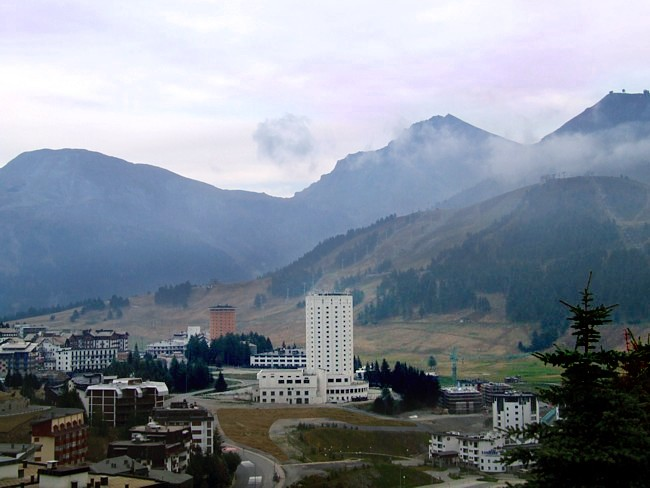
Sestriere, il comune più alto d'Italia.

| Regione               | Comune                       | Altitudine (m s.l.m.) |
| --------------------- | ---------------------------- | --------------------- |
| Piemonte              | Sestriere                    | 2.035 m               |
| Valle d'Aosta         | Chamois                      | 1.818 m               |
| Lombardia             | Livigno                      | 1.816 m               |
| Trentino-Alto Adige   | Corvara in Badia             | 1.568 m               |
| Veneto                | Livinallongo del Col di Lana | 1.475 m               |
| Abruzzo               | Rocca di Cambio              | 1.433 m               |
| Molise                | Capracotta                   | 1.421 m               |
| Sicilia               | Floresta                     | 1.275 m               |
| Friuli-Venezia Giulia | Sappada                      | 1.245 m               |
| Emilia-Romagna        | Frassinoro                   | 1.131 m               |
| Campania              | Trevico                      | 1.090 m               |
| Basilicata            | Pietrapertosa                | 1.088 m               |
| Calabria              | Nardodipace                  | 1.080 m               |
| Marche                | Bolognola                    | 1.070 m               |
| Lazio                 | Filettino                    | 1.063 m               |
| Liguria               | Santo Stefano d'Aveto        | 1.012 m               |
| Sardegna              | Fonni                        | 1.000 m               |
| Umbria                | Monteleone di Spoleto        | 978 m                 |
| Toscana               | Chiusi della Verna           | 954 m                 |
| Puglia                | Monteleone di Puglia         | 842 m                 |

## Lista secondo il punto più elevato del territorio comunale

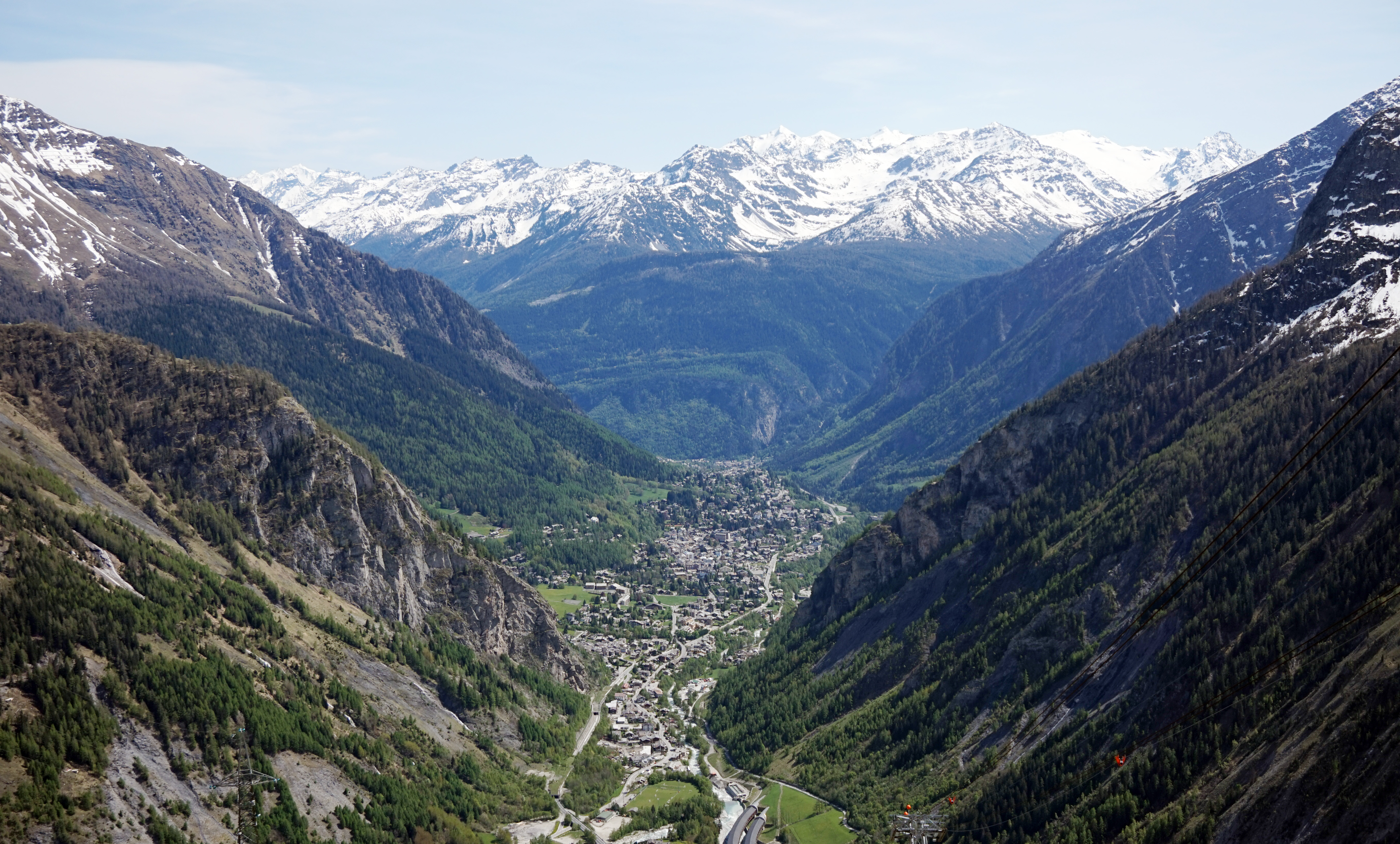
Courmayeur, il comune che raggiunge la massima altitudine d'Italia.

| Regione               | Comune                        | Altitudine (m s.l.m.) |
| --------------------- | ----------------------------- | --------------------- |
| Valle d'Aosta         | Courmayeur                    | 4.810 m               |
| Piemonte              | Macugnaga                     | 4.618 m               |
| Lombardia             | Lanzada                       | 4.021 m               |
| Trentino-Alto Adige   | Stelvio                       | 3.906 m               |
| Veneto                | Rocca Pietore                 | 3.343 m               |
| Sicilia               | Adrano                        | 3.326 m               |
| Sicilia               | Belpasso                      | 3.326 m               |
| Sicilia               | Biancavilla                   | 3.326 m               |
| Sicilia               | Bronte                        | 3.326 m               |
| Sicilia               | Castiglione di Sicilia        | 3.326 m               |
| Sicilia               | Maletto                       | 3.326 m               |
| Sicilia               | Nicolosi                      | 3.326 m               |
| Sicilia               | Sant'Alfio                    | 3.326 m               |
| Sicilia               | Zafferana Etnea               | 3.326 m               |
| Abruzzo               | Isola del Gran Sasso d'Italia | 2.912 m               |
| Abruzzo               | Pietracamela                  | 2.912 m               |
| Friuli-Venezia Giulia | Forni Avoltri                 | 2.780 m               |
| Marche                | Montemonaco                   | 2.476 m               |
| Lazio                 | Amatrice                      | 2.458 m               |
| Umbria                | Norcia                        | 2.448 m               |
| Calabria              | Castrovillari                 | 2.267 m               |
| Calabria              | Cerchiara di Calabria         | 2.267 m               |
| Basilicata            | Terranova di Pollino          | 2.248 m               |
| Molise                | Pizzone                       | 2.242 m               |
| Liguria               | Triora                        | 2.201 m               |
| Emilia-Romagna        | Fiumalbo                      | 2.165 m               |
| Toscana               | Sillano Giuncugnano           | 2.054 m               |
| Campania              | San Gregorio Matese           | 1.923 m               |
| Sardegna              | Arzana                        | 1.834 m               |
| Puglia                | Biccari                       | 1.151 m               |
| Puglia                | Faeto                         | 1.151 m               |